# Protaphorura islandica
Protaphorura islandica är en urinsektsart som först beskrevs av Bödvarsson 1959.  Protaphorura islandica ingår i släktet Protaphorura, och familjen blekhoppstjärtar. Arten är reproducerande i Sverige.